# Politiehelikopter

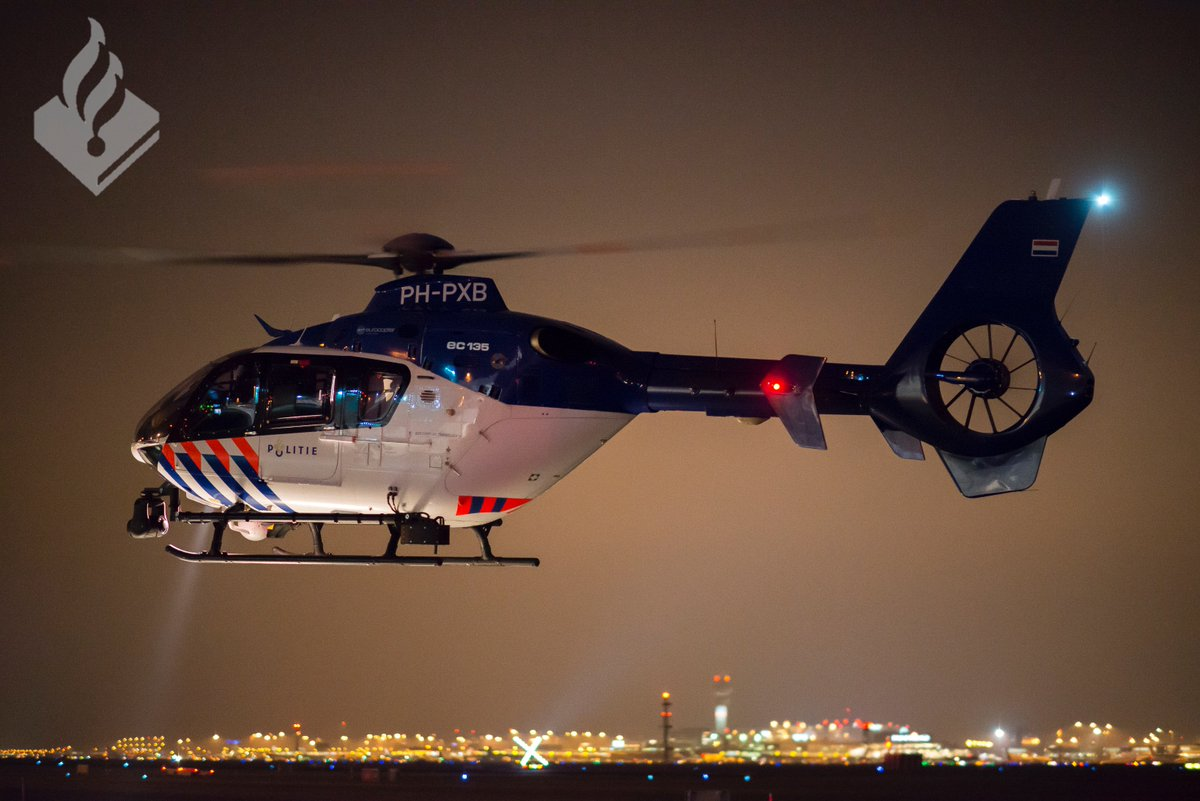
EC135 in gebruik bij de Dienst Luchtvaartpolitie, Schiphol

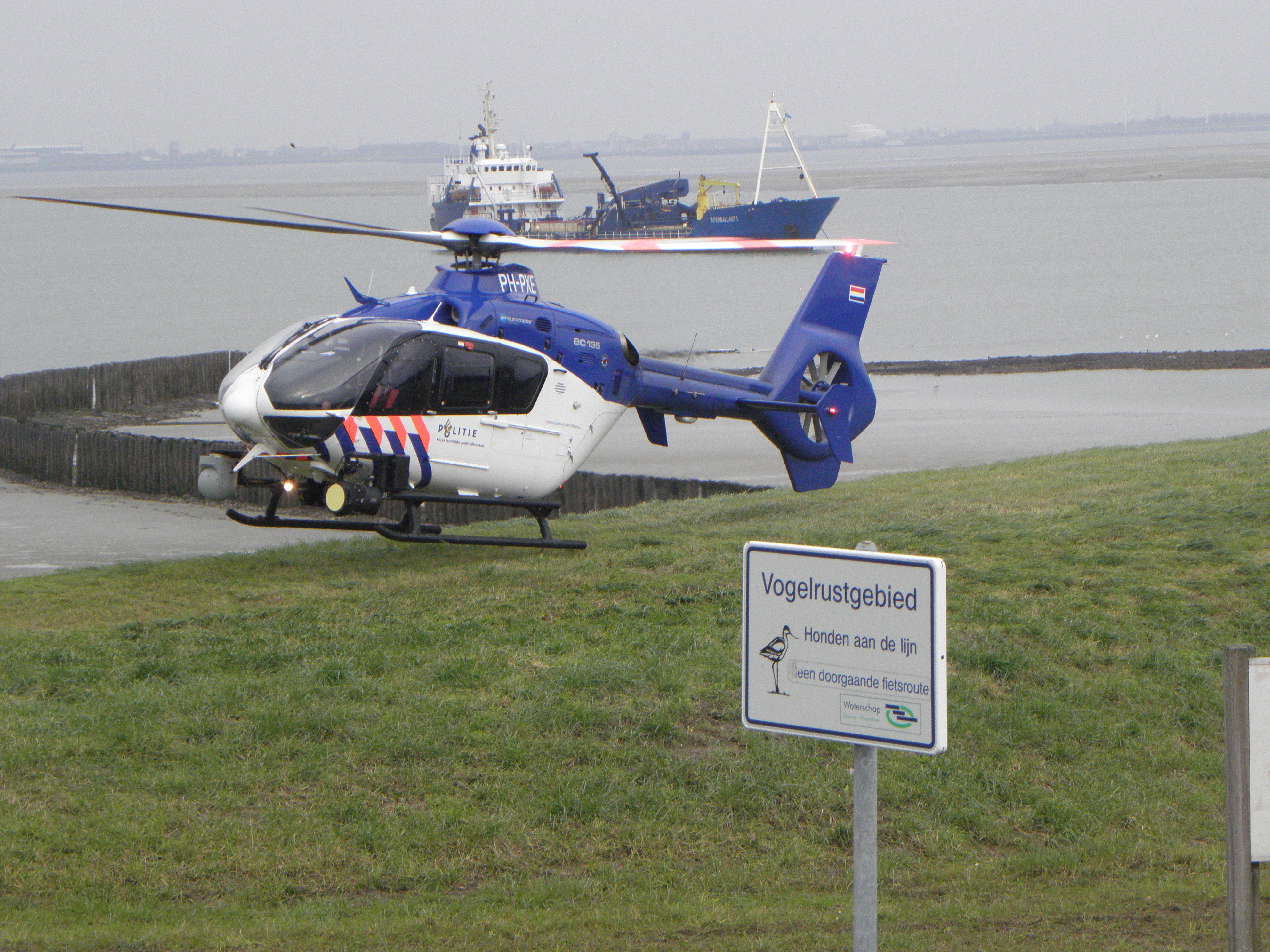
Nederlandse politiehelikopter

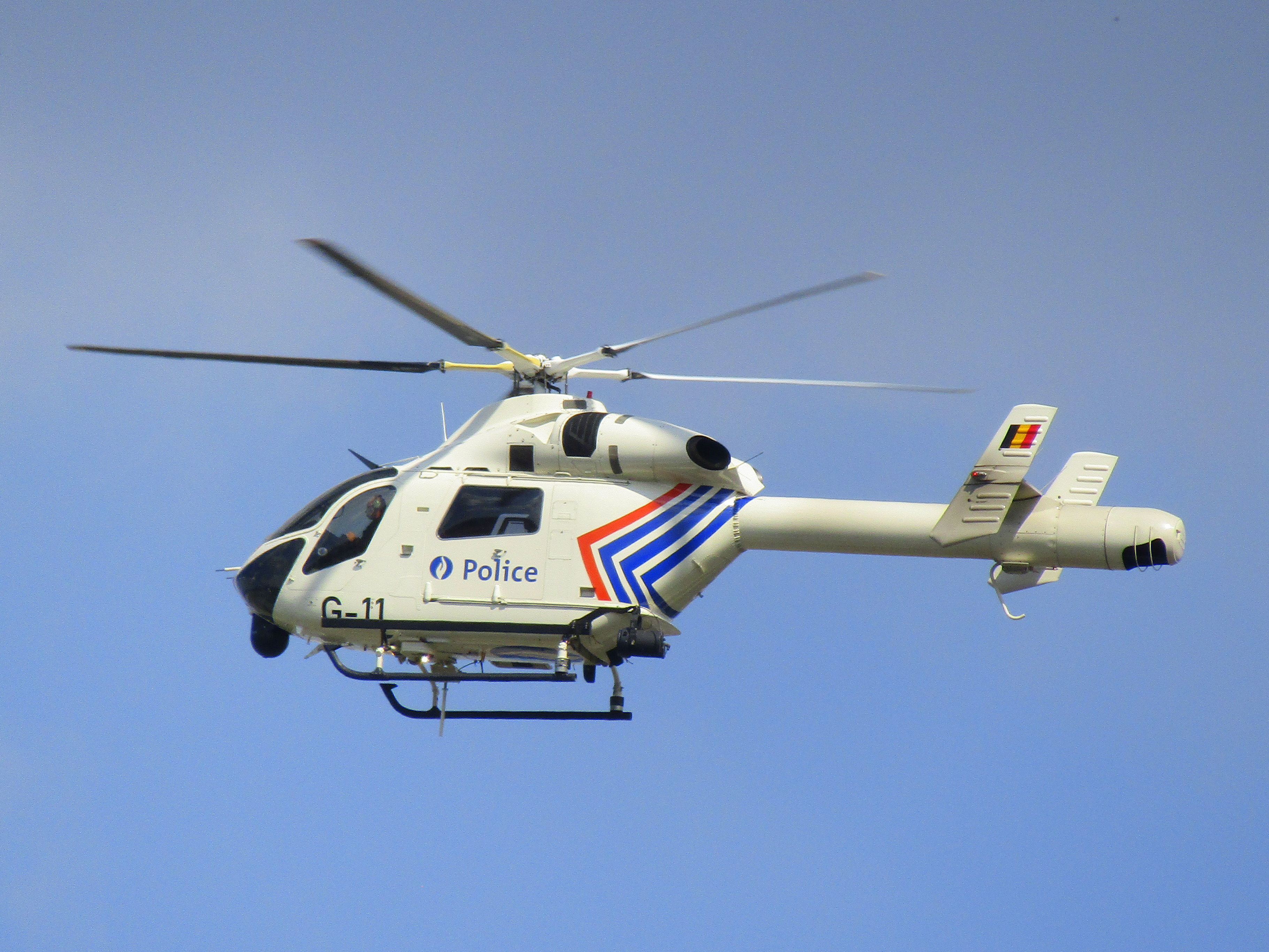
Belgische politiehelikopter

Een politiehelikopter is een helikopter die door de politie kan worden ingezet bij misdrijven, bij de zoektocht naar een vermist persoon, bij sportwedstrijden of bij achtervolgingen. De politie heeft ook altijd warmtebeeld/infrarood camera's in de helikopter. De voorste persoon bestuurt de helikopter, de achterste bestuurt de schermen. 

## Nederland
In Nederland zijn er 9 politiehelikopters: 6 Airbus EC-135 en 3 AgustaWestlands AW139. De thuisbasis van de politiehelikopters is Schiphol, waar de afdeling Luchtvaart van de Landelijke Eenheid van de Nationale Politie is gehuisvest. Ook staan ze gestationeerd op Vliegbasis Volkel (militair). Ook hebben ze af en toe een steunpunt op Rotterdam Airport. Vanaf deze posities kan heel Nederland worden bereikt. Het aantal in te zetten helikopters wisselt. Bij risicovolle sportwedstrijden waarbij men rellen verwacht, worden soms meerdere helikopters gelijktijdig ingezet. De helikopters worden soms ook elders gestationeerd. Als bij een evenement wordt besloten om een heli in te zetten, zorgt men voor een landingsplaats en tankfaciliteiten in de omgeving.
De term "Zulu", een binnen de politie courante codenaam, wordt in Nederland ook wel gebruikt voor een politiehelikopter.

## België
In België worden politiehelikopters gebruikt door de Dienst Luchtsteun van de federale politie die opereert vanaf de Vliegbasis Melsbroek. Zij beschikken over zeven toestellen van fabrikant McDonnell Douglas: vijf tweemotorige MD900/902 Explorer en twee eenmotorige MD520-toestellen.